# Киликура
Киликура (исп. Quilicura) — коммуна в Чили. Одна из городских коммун города Сантьяго. Коммуна входит в состав провинции Сантьяго и Столичной области.
Территория — 58 км². Численность населения — 210 410 жителей (2017). Плотность населения — 3627,8 чел./км².

## Расположение
Коммуна расположена на северо-западе города Сантьяго.
Коммуна граничит:
- на севере — с коммунами Лампа, Колина
- на востоке — с коммунами Уэчураба, Кончали
- на юге — с коммуной Ренка
- на юго-западе — с коммуной Пудауэль

## Демография
Согласно сведениям, собранным в ходе переписи 2017 г. Национальным институтом статистики (INE),  население коммуны составляет:
| Полное население                          | Полное население                          | Полное население                          | Полное население                          | Полное население                          | 210 410 |
| ----------------------------------------- | ----------------------------------------- | ----------------------------------------- | ----------------------------------------- | ----------------------------------------- | ------- |
| в том числе:                              | Городское население                       | 209 858                                   | Процент городского населения, %           | 99,74                                     |         |
|                                           | Сельское население                        | 552                                       | Процент сельского населения, %            | 0,26                                      |         |
|                                           | Мужское население                         | 103 456                                   | Процент мужского населения, %             | 49,17                                     |         |
|                                           | Женское население                         | 106 954                                   | Процент женского населения, %             | 50,83                                     |         |
| Плотность населения, чел./км²             | Плотность населения, чел./км²             | Плотность населения, чел./км²             | Плотность населения, чел./км²             | Плотность населения, чел./км²             | 3627,8  |
| Население коммуны в % к населению области | Население коммуны в % к населению области | Население коммуны в % к населению области | Население коммуны в % к населению области | Население коммуны в % к населению области | 2,96    |

| Динамика изменения населения коммуны | Динамика изменения населения коммуны | Динамика изменения населения коммуны | Динамика изменения населения коммуны |
| ------------------------------------ | ------------------------------------ | ------------------------------------ | ------------------------------------ |
| 1992                                 | 2002                                 | 2012                                 | 2017                                 |
| 41 121                               | 126 518▲                             | 197 346▲                             | 210 410▲                             |